# Tara Babulfath
Tara Balbufath (Huddinge, 3 de janeiro de 2006) é uma judoca sueca, medalhista olímpica.